# L'amour est en jeu
Pour plus de détails, voir Fiche technique et Distribution.
L'amour est en jeu est un film français réalisé par Marc Allégret, sorti en 1957.

## Synopsis
Robert et Marie-Blanche sont un jeune couple, ils s'aiment mais se disputent sans arrêt. Ils décident alors de se séparer, chacun se partageant une semaine sur deux la garde de leur fils Gégé. Cette situation fait l'affaire du petit garçon, gâté par ses deux parents qui espèrent ainsi obtenir sa garde exclusive. Aussi, lorsque - après avoir mené l'un contre l'autre une guerre sans merci - Robert et Marie-Blanche tentent de se rapprocher, Gégé fait tout pour contrecarrer ce projet.

## Fiche technique
- Titre : L'amour est en jeu
- Autre titre : Ma femme, mon gosse et moi
- Réalisation : Marc Allégret, assisté de Jacques Besnard
- Scénario et Dialogues : Odette Joyeux, d'après le roman La Victime de Fernand Vanderem[1]
- Décors : Alexandre Trauner et Auguste Capelier[2]
- Costumes : Marc Doelnitz
- Photographie : Walter Wottitz
- Musique : Louis Bessières
- Cadreur : Jean Lalier
- Son : Antoine Archimbaud
- Montage : Suzanne de Troye
- Maquilleur : Georges Klein
- Coiffeur : Paulette Stern
- Scripte : Suzanne Durrenberger
- Régisseur : Margot Capelier
- Photographe de plateau : Roger Forster
- Directeur de production : Pierre Laurent
- Production : Joseph Bercholz, Jules Borkon[3], Édouard Gide[4]
- Sociétés de production : Les Films Gibé, Lambor Films
- Société de distribution : Pathé Consortium Cinéma
- Tournage : du 12 avril au 6 juin 1957
- Pays de production :  France
- Langue originale : français
- Format : Noir et blanc — 35 mm — 1,37:1 — Son mono
- Genre : Comédie
- Durée : 90 minutes
- Date de sortie : 
  - France : 25 septembre 1957

## Distribution
- Robert Lamoureux : Robert Fayard, Bob
- Annie Girardot : Marie-Blanche Fayard
- Yves Noël : Roger Fayard, Gégé
- Jacques Jouanneau : Damiano
- Pierre Doris : le publiciste
- Louis Massis : l'huissier
- Robert Rollis : le portier
- Jean Parédès : De Bérimont
- Jeanne Aubert : Mme Brémont
- Gabrielle Fontan : Émilie
- Leïla Croft : Zizi
- Valérie Croft : Zaza
- Eva Cavalade : Mme Designy
- Barbara Cruz : premier modèle
- Colette Ricard : deuxième modèle
- Camille Guérini : l'avocat de Robert Fayard
- Pierre Stéphen : l'avocat de Marie-Blanche Fayard
- Robert Vattier : le client chez Marie-Blanche Fayard
- Pierre Tornade : un client à la terrasse du café
- Barbara Brault
- Dominique Boschero
- Véra Valois
- Gisèle Gallois
- Liliane David
- Denise Lautier
- Solange Sicard
- Yvonne Yma
- Claude Winkermuller
- Sylvie Yacou